# Кинг, Керри
Керри Рэй Кинг (англ. Kerry Ray King; 3 июня 1964, Лос-Анджелес, Калифорния) — американский музыкант, гитарист, основатель и бессменный участник трэш-метал-группы Slayer. Известен также своим бескомпромиссным характером, экстравагантным внешним видом и любовью к змеям.
Хотя Кинг занимает высокие позиции в рейтингах лучших метал-гитаристов, свою единственную персональную награду он получил лишь в 2008 году (награда Golden Gods Awards журнала Metal Hammer в номинации «Золотой бог»).

## Биография
Керри Кинг родился 3 июня 1964 года в Лос-Анджелесе, Калифорния. Его отец был авиамехаником, а мать работала служащей телефонной компании. Он был младшим ребёнком, помимо него у четы Кингов было ещё две дочери. В школе (будущий музыкант в разное время посещал три школы), по собственному утверждению Керри, он был отличником, однажды выиграл школьную олимпиаду по математике, но с того момента, как в старших классах в поле его зрения попали девушки, учёба отошла на второй план: в 12 классе он изучал математический анализ и в первом семестре получил А (высшая оценка), а во втором — Е (низшая оценка), после чего и решил, что учёбы с него достаточно.
Увлечение музыкой появилось у парня с младших школьных лет, свою первую гитару он получил в 13 лет в подарок от отца, который таким способом пытался найти сыну хобби и оградить его от дурной компании. 

Окончив школу и не имея желания продолжать образование, парень загорелся идеей создания собственного коллектива. Первым участником его группы стал Джефф Ханнеман, затем к коллективу присоединился Дэйв Ломбардо, а вслед за ним и будущий фронтмен коллектива Том Арайа. Сама группа получила название Slayer.

### «Slayer»
Для записи первого альбома Show No Mercy (1983) звукозаписывающая компания Metal Blade Records, с которой группа подписала контракт, не выделила никаких денег — источником финансирования стал отец Кинга, который дал группе средства в долг. Сам Керри утверждал, что отец гордился профессией сына, но сам музыкант давал ему слушать записи своей группы выборочно, скрывая самые брутальные, поскольку, по словам Кинга, его отец «такой парень, что даже не сквернословил в присутствии его мамы».
После выхода первой пластинки и первого концертного тура «Haunting The West Coast» Керри Кинг временно ушёл из Slayer и присоединился к новой группе Дэйва Мастейна «Megadeth». Несмотря на то что Мастейн хотел, чтобы Кинг был постоянным участником его коллектива, Керри вернулся в Slayer после пяти концертов, заявив, что Megadeth «отнимали слишком много его времени».
С тех пор Кинг остаётся бессменным гитаристом группы, выступает в роли автора музыки и текстов песен.

Керри Кинг в составе Slayer
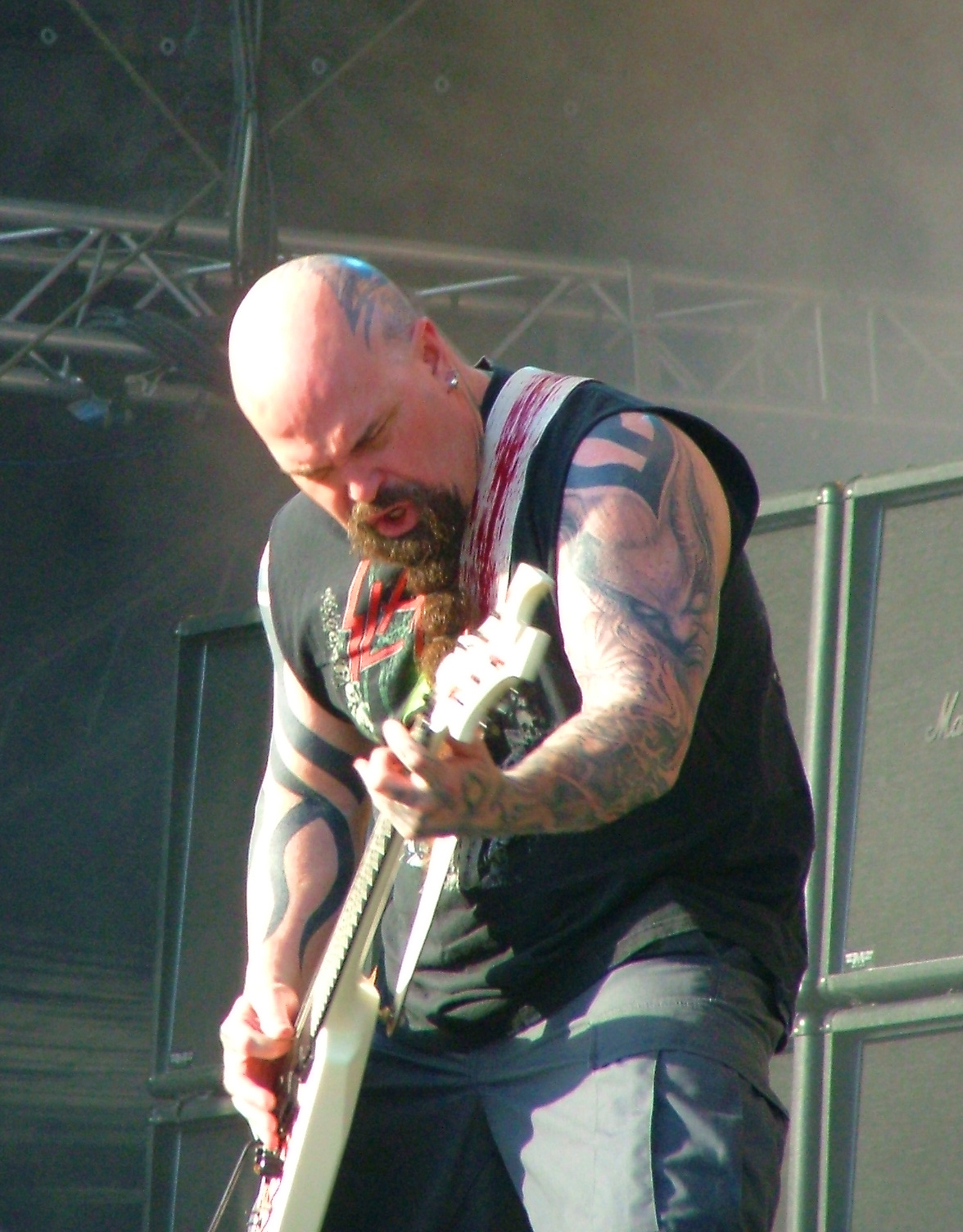
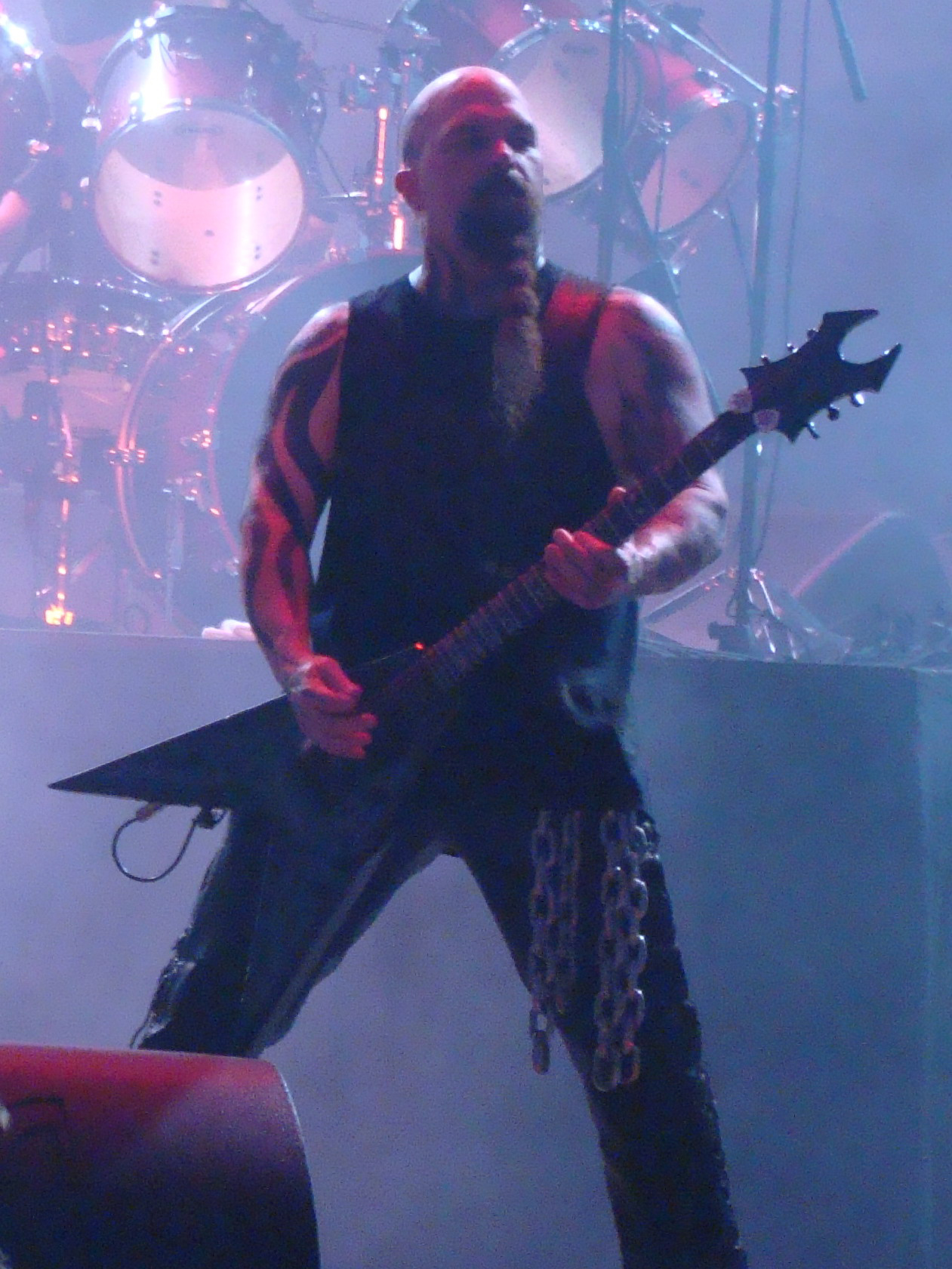
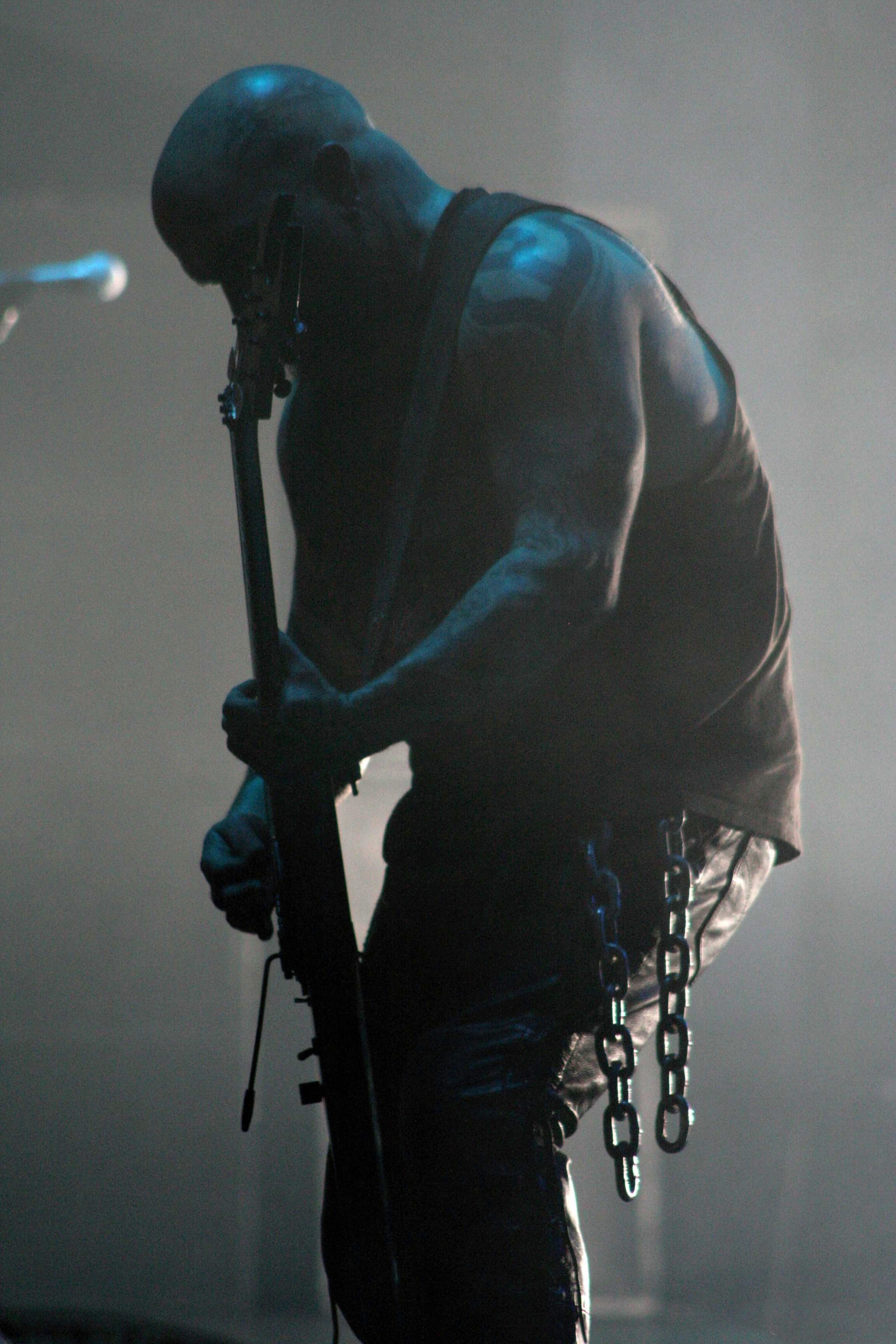

### Участие в других проектах
Помимо работы в Slayer Кинг также несколько раз принимал участие в различных музыкальных проектах в качестве приглашённого гитариста.
При записи Reign in Blood (1986), продюсер группы Рик Рубин также занимался продюсированием дебютного альбома хип-хоп группы Beastie Boys Licensed to Ill и предложил Керри исполнить гитарные партии в песнях «Fight for Your Rights» и «No Sleep till Brooklyn». В частности, по представлению Рика, композиции «No Sleep till Brooklyn» не хватало гитарного соло, и он предложил Керри Кингу за несколько сотен долларов написать недостающую часть. Изначально предполагалось, что в клипе на эту композицию будет сцена, где Кинга со сцены будет выпихивать горилла. Однако музыкант заявил, что «если кто-то и будет кого-то выпихивать, то это буду я, выпихивающий гориллу». Как, собственно, и было сделано.
Кинг также записал гитарное соло для композиции «Goddamn Electric» в составе альбома Reinventing the Steel группы Pantera. Он также записывал партии ведущей гитары для композиций «Disorder» (альбом рэпера Ice-T Judgment Night), «Dead Girl Superstar» (для альбома Роба Зомби The Sinister Urge), «Final Prayer» (альбом Hatebreed Perseverance), а также для песни «What We’re All About (The Original Version)» Sum 41.

### Сольная карьера
В марте 2020 года в интервью Guitar World Кинг прокомментровал то, что он стал эндорсером Dean Guitars, так: «Dean подписали меня не просто так!», намекая на то, что он будет работать над новым материалом для своего первого проекта после расформирования Slayer. Кинг в августе 2020 заявил в интервью года на YouTube-канале Dean Guitars, что у него «наготовлено музыки более чем не две пластинки». Позже было подтверждено, что он и бывший товарищ по группе Slayer Пол Бостаф работают над новым проектом, который «будет звучать как Slayer, не являясь Slayer, но не намеренно». 
В ноябре 2023 года Кинг намекнул, что собирается выпустить дебютный альбом его нового проекта в 2024 году; позже выяснилось, что этот проект станет его сольным дебютным альбомом.
5 февраля 2024 года Кинг выпустил первый сингл из альбома, «Idle Hands», и объявил название альбома — From Hell I Rise — и состав: сам Кинг, Бостаф, вокалист Death Angel Марк Осегуэда, басист Hellyeah Кайл Сандерс, а также бывший гитарист Vio-lence и Machine Head Фил Деммел.

## Личность
Кинг — атеист и считает религию опорой для людей, которые «слишком больны, чтобы самим идти по жизни» (в документальном фильме «Путешествие металлиста» (2005) он назвал религию «величайшей промывкой мозгов, как в Америке, так и во всём мире. Я считаю, что она — сплошное враньё»).
Тематика песен, написанных Керри, чаще всего сфокусирована на сатанизме и оккультизме, хотя сам музыкант открыто заявляет, что никогда не верил ни в Бога, ни в Сатану.
Что касается личных качеств, то, по словам Хенкка Сеппяля, бас-гитариста Children of Bodom, Кинг — «настоящий металлический парень, действительно настоящий, он не пытается быть другим. Он воистину дружелюбный парень, очень вежливый, но твёрд в отношении своей точки зрения. Он не боится противоречить. Он настоящий».
Вместе со своей второй женой Аишей, Керри Кинг живёт в городе Корона (Калифорния). Он также воспитывает дочь от первого брака — Шайян Кимберли (англ. Shyanne Kymberlee).

### Отношения с другими музыкантами
Кинг среди прочего известен своими хорошо разрекламированными конфликтами с некоторыми музыкантами, включая долговременную ссору с Дэйвом Мастейном, фронтменом «Megadeth», которому не удалось уговорить Кинга покинуть «позёров» Slayer ради его группы. В 2007 году в интервью GuitarWorld Кинг заявил, что «доныне восхищается им», хотя и считает Мастейна «лицемером». Судя по тому, что летом 2009 года обе группы дали четыре совместных концерта, этот конфликт между музыкантами исчерпан.
Другая затяжная вражда была связана с Робертом Флинном из «Machine Head», который утверждал, что Керри беспричинно начал поливать его группу грязью. Гитарист болезненно отреагировал на выход альбома Machine Head Supercharger, после появления которого стал упрекать группу в том, что она продалась и «несёт ответственность за рэп-метал». По словам Флинна, Кинг был его кумиром, и он был удивлён, что спустя несколько месяцев после начала обвинений Кинг продолжал оскорблять коллектив в любом интервью, даже тогда когда речь о Machine Head вообще не заходила. Вскоре и Флинн разразился ответными обвинениями, упрекая Кинга в том, что он записал песню совместно с поп-панками Sum 41, а также назвав его «самой сексуальной женщиной в рок-музыке». Инцидент был исчерпан на церемонии награждения Metal Hammer, которая проходила 11 июня 2007 года. Тогда Флинн заявил, что разногласия вышли из-под контроля на некоторое время, но теперь они с Кингом снова друзья. В интервью Midwest Metal летом Кинг заявил, что примирение не было связано с тем, что ему попросту надоел конфликт. По его словам, он выступал против Флинна и его команды, когда действительно был огорчён их творчеством, с выходом нового альбома он сменил свою точку зрения, а значит и пересмотрел свои отношения с Machine Head.
В 2006 году, когда продюсер группы Рик Рубин предпочёл работу над новым альбомом «Металлики» вместо Christ Illusion Slayer, Кинг назвал это «чертовским ударом в лицо», а саму Metallica — «тонущим кораблём».
В одном интервью, которое касалось возможных кандидатур на место барабанщика в Slayer, Кинг отмечал, что Джо Нуньез (англ. Joe Nunez) из Soulfly не присоединился к Slayer, «потому что ему не разрешила мамочка», Эдриан Эрландссон (англ. Adrian Erlandsson) (The Haunted, Cradle of Filth) «бьёт [по барабанам] как педик», Раймонд Эррера (англ. Raymond Herrera) из «Fear Factory» играет как «безрукий».

## Инструменты и оборудование
Ниже приведён список инструментов и оборудования, которые Керри Кинг использовал и/или продолжает использовать в настоящее время:
| Инструмент                                             | Комментарий |
| ------------------------------------------------------ | --- |
| гитара марки B.C. Rich                                 | Кинг изначально использовал гитары этой компании, но после того как B.C. Rich была выкуплена другим владельцем и качество инструментов перестало удовлетворять музыканта, он перешёл на ESP. После возвращения старого владельца Кинг вновь использует данную марку. Керри разработал собственную модель гитары — KKV. |
| усилители Marshall Amplification JCM-800 2203KK Custom | «я их использую всегда» |
| Boss Corporation RGE-10 Graphic Eq                     | «ими я тоже пользуюсь всегда» |
| педаль «Dunlop Kerry King Q-Zone»                      | «я использую её, когда мне не нужен банальный эффект „wah-wah“» |
| подписная модель wah-wah-педали «Dunlop Zakk Wylde»    | «у неё очень низкий диапазон звучания, которого нет у обычной wah-педали, у неё есть вибрация Зака без его звучания. И с ней весело» |
| Динамик Celestion G12K-100                             | |
| Fernandes Sustainer                                    | «С Fernandes Sustainer я думаю, что распугал всех животных вокруг. Звуки ада поистине стали интереснее.» |
| звукосниматели EMG 85 и EMG 81                         | |

На концертах Slayer нередко можно заметить, что на руки Керри Кинга надеты кожаные латы, утыканные огромными гвоздями. Музыкант сам изготовляет эти нарукавники, исходным материалом для которых служит кусок невыделанной коровьей кожи. Сделав пару шаблонов из картона, Кинг наносит узор из гвоздей, затем делает дырки высокоскоростной дрелью Dremmel. По словам музыканта, эта модель делает отверстия настолько идеального диаметра, что гвозди из неё не выпадают. Первая модель, куда были включены 2,5-дюймовые гвозди, весила около 1,5 кг (4 фунта).

## Змеи
Помимо прочего, музыкант известен своим увлечением змеями, которых он держит у себя дома практически с момента основания Slayer. О начале своего увлечения музыкант рассказывает так:
Когда Slayer ездили в своё первое нормальное турне по Штатам, в Техасе мы жили у людей, которые называли себя Doom Society. У них жил удав, которому они дали кличку Slayer — потому что мы были их любимой группой. В общем, я увидал ту змеюку и подумал, что она классная, а когда приехал домой, начал изучать змей.
Музыканта вполне устраивало содержание домашнего питомца, которого «можно оставить дома и никому не надо будет за ним ухаживать». Тогда Керри и приобрёл первую змею, которой дал имя Venom (рус. Змеиный яд), по названию своей любимой группы. 
К началу 1990-х гг. общая численность змей достигла четырёхсот. В последующие годы Slayer записывали не так много альбомов, что позволяло музыканту уделять достаточно много времени своему хобби. Однако к моменту записи альбома Diabolus in Musica гитарист осознал, что увлечение начинает занимать больше времени, чем сама группа. Поэтому он распродал всех своих питомцев и на какое-то время перестал заниматься ими. Когда Кинг женился во второй раз, то оказалось, что его новая жена Аиша также содержит змею. Это побудило музыканта вернуться к своему увлечению. В интервью журналу Classic Rock в 2007 году он признался, что сейчас содержит около 70 змей и, пока участвует в группе, не собирается приобретать их более ста.